# Gerenciamento Progressivo de Comportamento Inconveniente
Gerenciamento Progressivo de Comportamento Inconveniente, também conhecido pela sigla GPCI, é um método de defesa pessoal criado por Sylvio Behring e Helder Andrade com o objetivo de auxiliar lutadores a conduzirem situações adversas sem a necessidade de conflitos físicos. Levando em conta que a aplicação de técnicas de luta contra pessoas leigas pode ser um agravante penal, o GPCI faz o uso estratégico de técnicas de verbalização, que passam também pelo equilibrio emocional e a qualidade comportamental de quem o está aplicando.
De acordo com Sylvio Behring,
O GPCI abrange desde a identificação de possíveis conflitos, problemas, crises e escândalos, que ainda não aconteceram, mas podem acontecer, com suas respectivas análises e avaliações de riscos e consequentes medidas e atitudes preventivas, até a formulação e construção de frases técnicas e, se houver necessidade, a utilização de técnicas de Defesa Pessoal Avançada para o gerenciamento de comportamentos inconvenientes. Perceba que há o envolvimento de renúncias, escolhas e fatores emocionais, pois você aprende que é obrigado a fazer o que é certo e não aquilo que você gostaria de fazer
O GPCI é utilizado por instituições como a Polícia Rodoviária Federal e a Academia de Polícia do Rio de Janeiro com o objetivo de garantir a segurança dos agentes em situações de risco. O método também foi ensinado a seminaristas do Seminário Arquidiocesano de São José, no Rio de Janeiro.